# Andorieni
Andorienii sunt o rasă fictivă de umanoizi extratereștri din universul Star Trek. Ei au fost creați de scriitorul D. C. Fontana. În serialele Star Trek, ei provin de pe luna de gheață Andoria (numită și Andor), care orbitează în jurul unui gigant albastru gazos. Trăsăturile distinctive ale Andorienilor includ pielea albastră, o pereche de antene craniene și părul alb. Andorienii au apărut pentru prima dată în 1968, în episodul "Călătorie spre Babel" din Star Trek: Seria Originală, precum și în episoade din seriile ulterioare ale francizei. Aceștia au fost prezentați ca membri vitali ai Federației Unite a Planetelor într-un episod din Star Trek: Deep Space Nine numit "În Cărți", dar nu a apărut în multe episoade înainte de serialul Star Trek: Enterprise, în care au fost personaje recurente, mai ales Ta'lek Shran, un comandant de navă care avea o relație de prietenie uneori contradictorie și invidioasă cu căpitanul Jonathan Archer. Serialul a dezvăluit mai multe despre navele Andoriene, planeta Andoria, precum și despre cultura și istoria Andorenilor și a subspeciei, Aenar. Episod "Ora Zero" din 2004 a arătat că Andoria a fost una dintre cei patru membri fondatori ai Federației Unite a Planetelor.